# São Pedro da Serra
São Pedro da Serra är en kommun i Brasilien.   Den ligger i delstaten Rio Grande do Sul, i den södra delen av landet, 1 600 km söder om huvudstaden Brasília. Antalet invånare är 3 317. Arean är 35 kvadratkilometer.
Terrängen i São Pedro da Serra är huvudsakligen kuperad, men åt sydväst är den platt.
I omgivningarna runt São Pedro da Serra växer i huvudsak städsegrön lövskog. Runt São Pedro da Serra är det ganska tätbefolkat, med 60 invånare per kvadratkilometer.